# Tuberculatus capitatus
Tuberculatus capitatus är en insektsart. Tuberculatus capitatus ingår i släktet Tuberculatus och familjen långrörsbladlöss.

## Underarter
Arten delas in i följande underarter:
- T. c. capitatus
- T. c. intermedius